# Liste der Kulturdenkmäler in Waldweiler
In der Liste der Kulturdenkmäler in Waldweiler sind alle Kulturdenkmäler der rheinland-pfälzischen Ortsgemeinde Waldweiler aufgeführt. Grundlage ist die Denkmalliste des Landes Rheinland-Pfalz (Stand: 8. Februar 2023).

## Einzeldenkmäler
| Bezeichnung                         | Lage                                    | Baujahr | Beschreibung                                                                                             | Bild                           |
| ----------------------------------- | --------------------------------------- | ------- | --- | ------------------------------ |
| Pfarrvikariatskirche St. Willibrord | Hauptstraße 9 Lage                      | 1969–72 | Ziegelbau auf vieleckigem Grundriss, 1969–72, Architekt Heinz Bienefeld, im Innenraum spätgotischer Chor | weitere Bilder Fotos hochladen |
| Schulhaus                           | Schulstraße 1 Lage                      | 1912    | Heimatstil, 1912; ortsbildprägend                                                                        | weitere Bilder Fotos hochladen |
| Wegekreuz                           | am nördlichen Dorfrand an der K 72 Lage | 1885    | Wegekreuz, neugotisch, 1885                                                                              | BW                             |
| Flurkapelle                         | nordöstlich des Ortes an der K 68 Lage  | 1870/71 | Flurkapelle, neugotisch, 1870/71 gestiftet                                                               | BW                             |